# Andrés Escobar (músic)
Andrés Escobar fou un músic espanyol del Barroc. Visità les Índies, i al seu retorn s'establia Coimbra (Regne de Portugal), i entrà en l'orquestra de la catedral d'aquella ciutat. Deixà una obra titulada Arte de musica para tanger o instrumento da caharamelincha.